# Židovský hřbitov v Kolinci
Židovský hřbitov v Kolinci, založený snad v první polovině 14. století, se nachází v jihovýchodní části městysu Kolinec. Leží ve svahu nedaleko silnice směrem na Hrádek za zámkem a základní školou. Patří do majetku české Federace židovských obcí a nachází se na pozemkové parcele číslo 517 katastrálního území obce. Cesta vzhůru k němu k němu vede mezi čp. 69 a 70. Je chráněn jako kulturní památka České republiky.

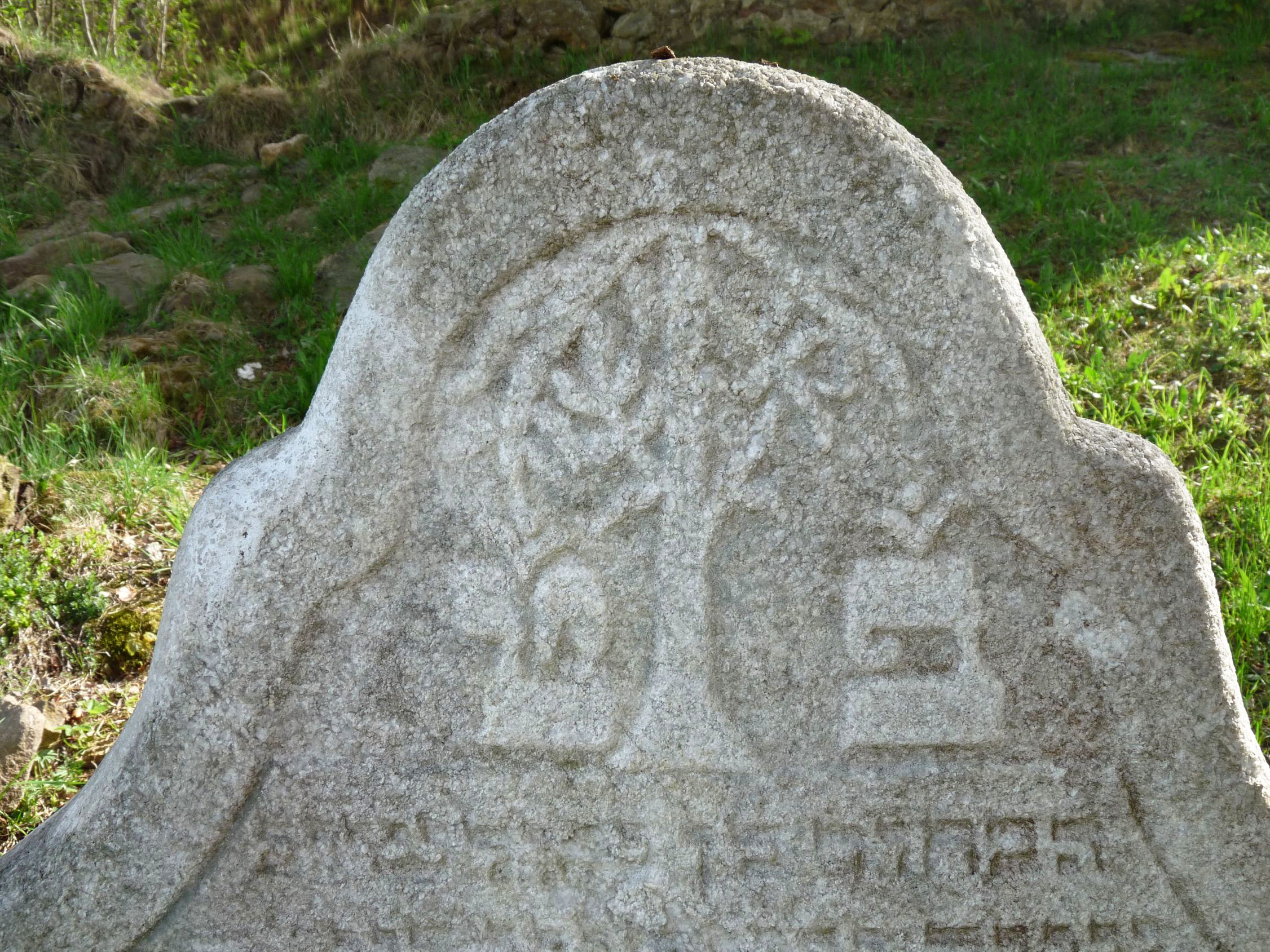
Detail náhrobku

Písemně doložen je od 1. čtvrtiny 18. století s rozšířením v letech 1803 a 1834. Obřady zde probíhaly do roku 1939. V areálu se dochovalo kolem 130 náhrobků s nejstarší stélou z roku 1727, většina náhrobních kamenů je z bílého pískovce.
Z průchozí márnice stojící na západně areálu se dochovaly pouze zbytky obvodového zdiva. Vstupní brána je ve velmi špatném stavu a nelze ji ani otevřít, nicméně do areálu se lze bez problémů dostat přes pobořenou kamennou zeď.
V obci též stála dnes již zaniklá synagoga.

## Související články

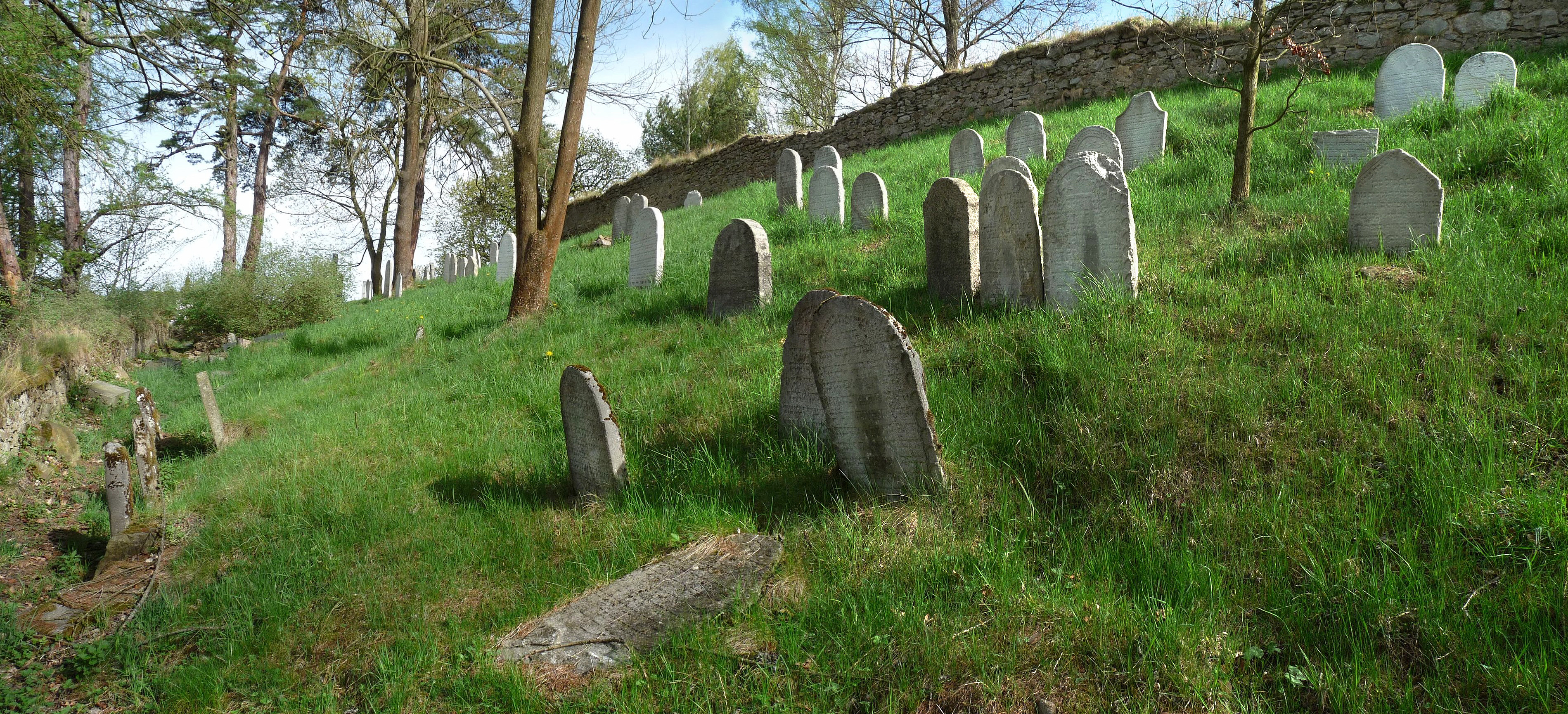
Pohled na areál hřbitova